# Cromatografie de lichide de înaltă performanță

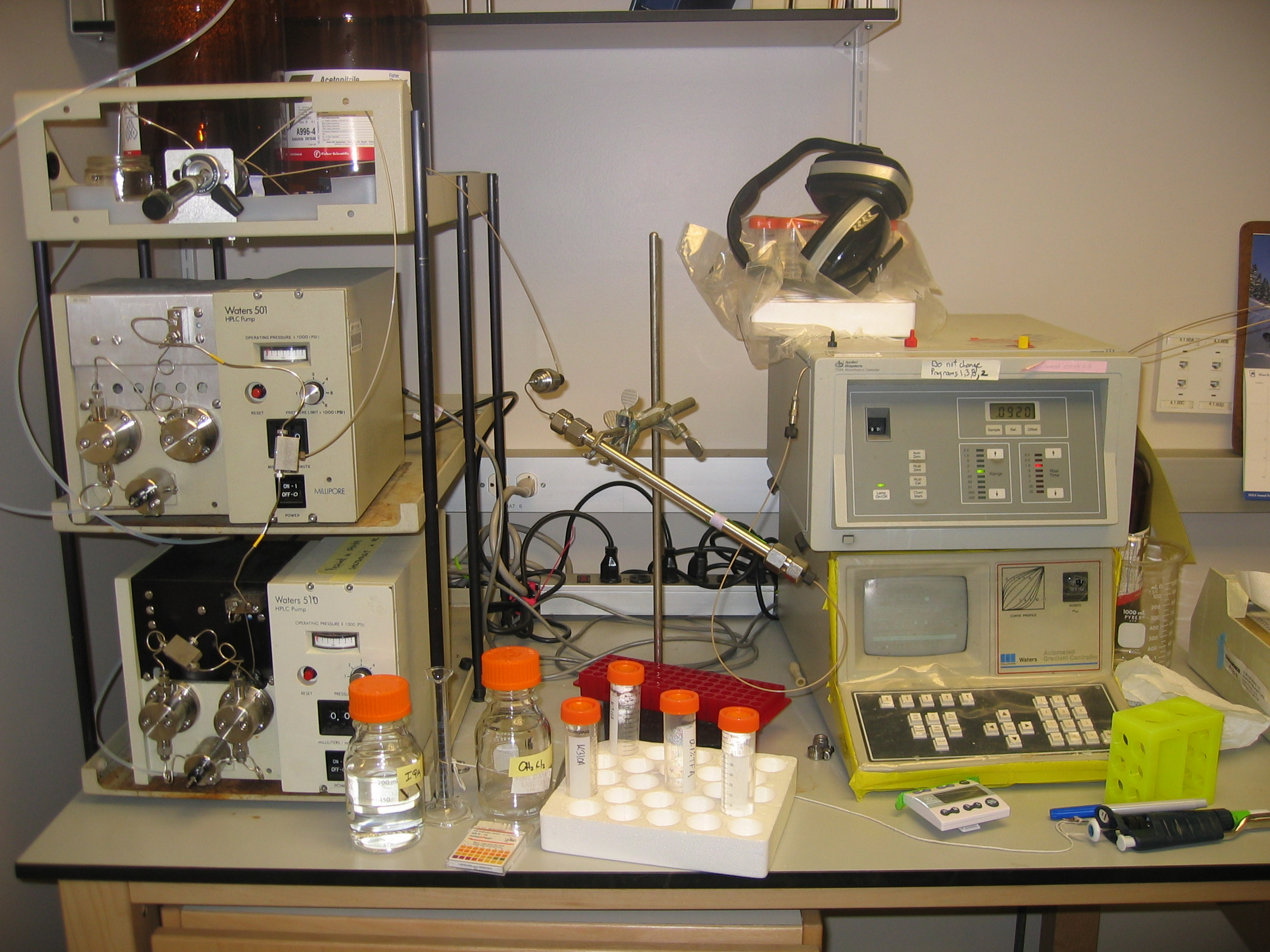
Fotografie a unui aparat HPLC. De la stânga la dreapta: Pompa de gradient, ce asigură fluxul de solvent, coloana cromatografică, aparat de înregistrare a absorbanței

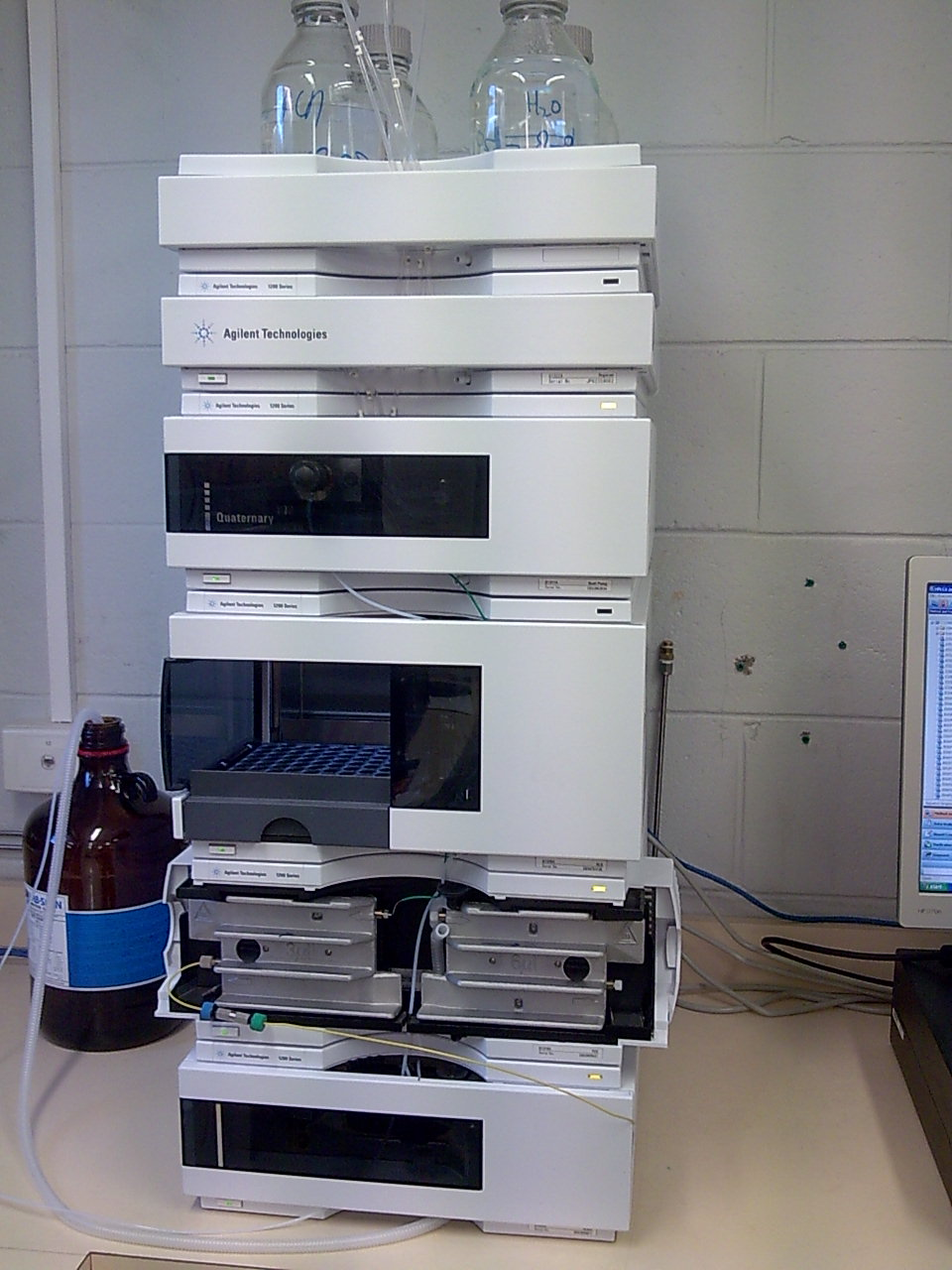
HPLC modern format din mai multe module asociate

Cromatografia de lichide de înaltă performanță sau de înaltă presiune (prescurtată HPLC, din engleză High Performance Liquid Chromatography)), este o metodă de separare și de analiză calitativă și cantitativă cromatografică utilizată în biochimie și chimie analitică pentru separarea, identificarea și cuantificarea compușilor chimici. În HPLC se utilizează o coloană încărcată cu diferite materiale (faza staționară), o pompă ce împinge faza(ele) mobilă(e) prin coloană și un detector care indică timpurile de retenție ale moleculelor, în cadrul cromatogramei. Timpul de retenție depinde de interacțiunea dintre faza staționară, moleculele de analizat și solvenții utilizați.
Are o vastă aplicabilitate și poate fi folosită pentru controlul proceselor de sinteză (de exemplu, în industria farmaceutică), în medicina legală (de exemplu, determinarea unor droguri în urină), în cercetare (de exemplu, separarea și identificarea unor specii chimice din probe biologice complexe) și în biochimie (de exemplu, determinarea nivelelor serice din anumite componente).

## Caracteristici
Diferența față de cromatografia de lichide simplă, „tradițională”, constă în faptul că în HPLC este utilizată o presiune de operare mult mai mare (50–350 bar) pentru a împinge faza mobilă prin coloană, ci nu pe forța gravitațională. Diametrele tipice pentru coloanele HPLC sunt de 2,1–4,6 mm, iar lungimile de 30–250 mm. De asemenea, particulele de fază staționară au un diametru mult mai mic (în medie, de 2–50 μm).
Cromatograful HPLC este format din mai multe componente, precum: modulul de degazare (pentru eliminarea gazelor din solvenți), sampler-ul (pentru injectarea probelor), pompele de înaltă presiune, coloana (de obicei într-un cuptor care controlează temperatura) și detectorii. Injectarea probelor se face direct în curentul de fază mobilă, formată din solvent sau solvenți, și apoi intră în coloana HPLC. Pompele au rolul și de a amesteca și de a realiza compoziția exactă specificată a fazei mobile. Detectorul generează un semnal care este proporțional cu cantitatea de analit din probă, care a ieșit din coloană la un anumit timp, după ce a fost reținut în funcție de afinitatea pentru aceasta. Cromatograma permite analiza atât calitativă (identificare), cât și cantitativă (cuantificare) a speciilor analizate.

Reprezentare schematică a unei unități HPLC.
(1) Rezervoare cu solvenți, (2) Degazor pentru solvenți, (3) Valvă pentru gradient, (4) Zonă de mixare pentru faza mobilă, (5) Pompă de înaltă presiune, (6) Valva de injectare, (7) Bucla de injectare pentru probă, (8) Pre-coloană (coloană de protecție), (9) Coloană analitică, (10) Detector (ex., IR, UV), (11) Prelucrarea datelor, (12) Rezervor pentru deșeuri sau fracții.

## Analiza
Proba de analizat este introdusă în volum mic în fluxul fazei mobile. Trecerea analitului prin coloană este încetinită de prezența unor interacțiuni de natură chimică sau fizică in faza staționară, acestea trecând de a lungul coloanei. Totalul încetinirilor depinde de fiecare analit în parte, faza staționară și compoziția fazei mobile. Timpul la care un analit specific eluează (iese afară din coloană) este numit timp de retenție; timpul de retenție sub condiții particulare este considerat o caracteristică unică de identificare a analitului dat. Folosirea unei coloane încărcată cu particule mici (care creează o presiune de împingere mai mare) crește viteza lineară, acordând compușilor timpul minim să difuzeze prin coloană, conducând astfel la o îmbunătățire a rezoluției cromatogramei rezultate. Solvenții comuni care se utilizează includ orice combinație miscibilă cu apa sau lichide organice variate (de obicei metanol sau acetonitril). Apa poate conține soluții tampon sau săruri care ajută la separarea componenților de analizat sau componenți ca acid trifluoroacetic care acționează ca agent de împerechere ionică.
O rafinare mai bună a metodei HPLC a dus la posibilitatea de a varia compoziția fazei mobile în timpul analizei; aceasta este cunoscută sub denumirea de gradient de eluție. Un gradient normal pentru o fază cromatografică inversă poate se înceapă cu 5% metanol și să crească până la 50% în 25 minute; gradientul ales depinde de cât de hidrofob este analitul. Gradientul separă amestecul de analiți în funcție de afinitatea analitului pentru curentul fazei mobile raportat la faza staționară.

## Tipuri
- Cromatografie de partiție
- Cromatografie în fază normală (NP-HPLC)
- Cromatografie în fază inversă (RP-HPLC)
- Cromatografie de excluziune sterică (SEC)
- Cromatografie de schimb ionic (IEC)
- Cromatografie de afinitate